# Тоні Марчант (велогонщик)
Тоні Марчант (англ. Tony Marchant, 28 серпня 1937) — австралійський велогонщик.
Олімпійський чемпіон 1956 року в гонці на 2000 на тандемах.